# Paraseison annulatus
Paraseison annulatus är en hjuldjursart som först beskrevs av Claus 1876.  Paraseison annulatus ingår i släktet Paraseison och familjen Seisonidae. Inga underarter finns listade i Catalogue of Life.